# چهارصد هکتار
«چهارصد هکتار» (انگلیسی: A Thousand Acres) نام رمانی از جین اسمایلی است که انتشارات آلفرد ای. کناف آن را منتشر شد. این رمان در سال ۱۹۹۲ برنده جایزه پولیتزر برای داستان شد. بر اساس این رمان که اقتباسی مدرن از نمایشنامه شاه لیر اثر ویلیام شکسپیر به شمار می‌رود، فیلمی به همین نام ساخته شده است.